# The Independence of Susan
The Independence of Susan è un cortometraggio muto del 1914 diretto da Thomas Ricketts.

## Produzione
Il film fu prodotto dalla American Film Manufacturing Company (come Flying A).

## Distribuzione
Distribuito dalla Mutual Film, il film - un cortometraggio di una bobina - uscì nelle sale cinematografiche USA il 15 aprile 1914.